# Dendrocopos macei
Il picchio pettofulvo (Dendrocopos macei (Vieillot, 1818)) è un uccello piciforme della famiglia dei Picidi.

## Descrizione

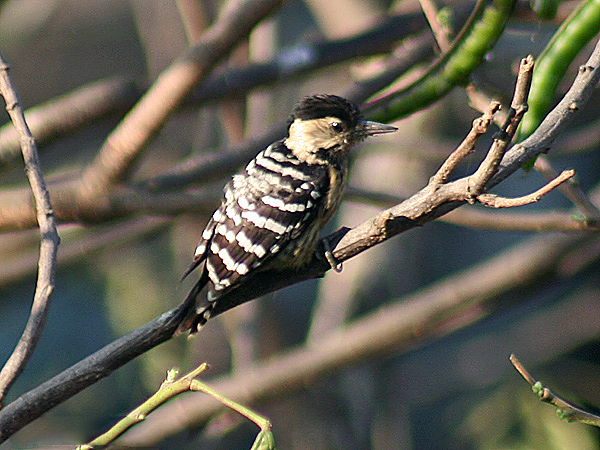
Femmina nel Bengala Occidentale, India.

### Dimensioni
Misura 18-20 cm di lunghezza per un peso di 23-38 g (nella sottospecie nominale).

### Aspetto
Come indica il nome, la specie si caratterizza per il fatto di avere le regioni inferiori di colore camoscio, con una sfumatura brunastro-fulva. Il petto è ricoperto da puntini neri, mentre il ventre e i fianchi presentano una serie di sottili striature. La parte bassa del ventre e le copritrici del sotto-coda sono rosse. Le regioni superiori sono di colore nero, uniforme sulla mantellina e barrato di bianco sulla parte che va dal dorso al groppone. Anche le ali sono nere, con copritrici e primarie fittamente barrate di bianco. La parte superiore della coda è nera, mentre le sue penne esterne sono barrate di bianco. La parte inferiore della coda è barrata di bianco e nero. Le redini, la fronte, la faccia, le copritrici auricolari e la gola sono di colore camoscio o bianco. Un mustacchio nero scende giù lungo i lati del collo fino a fondersi con le zone nere del petto. L'iride è castana e intorno all'occhio vi è un sottile anello orbitale grigio. Il becco è grigio. Le zampe sono grigie o verde oliva. I due sessi differiscono tra loro: il maschio ha il vertice di colore rosso scuro e la nuca finemente striata di nero, mentre nella femmina vertice e nuca sono neri. I giovani hanno il piumaggio più opaco, il sotto-coda rosa invece che rosso e macchie bianche più grandi all'estremità delle primarie; il vertice è rosso nei giovani di entrambi i sessi: nei maschi questa zona rossa è più grande che nelle femmine, ma non così estesa come nei maschi adulti.

### Voce
È una specie molto vocale. Emette dei forti ed improvvisi tchick, tsik o shik, singoli o ripetuti, talvolta più potenti, talvolta più nasali e delicati. Si possono udire anche rapide serie di note pik o pit, o dei chiacchiericci chika-chika-chika, nonché una sorta di «latrato» kik-i-der.

## Biologia

### Alimentazione
Il picchio pettofulvo si nutre di insetti arboricoli, bacche, frutta e nettare. Spesso si associa a stormi misti. Si alimenta negli strati medi e superiori degli alberi, su rami e tronchi, tra il fogliame e i boschetti di bambù; tuttavia, essendo una specie opportunista, si spinge anche sul terreno, in cerca di formiche e altre prede.

### Riproduzione
La stagione della nidificazione va da gennaio a maggio, ma può protrarsi anche fino a giugno. Le uova vengono deposte nella cavità di un albero.

## Distribuzione e habitat
Abita nelle foreste tropicali aperte, sia di pianura che di collina; predilige i loro margini e le zone di ricrescita secondaria. Specie molto adattabile, si spinge anche in boschetti di bambù, piantagioni, giardini, distese erbose e terreni agricoli con alberi d'alto fusto.
Originario del Sud-est asiatico, occupa un areale piuttosto frammentato, che dalle regioni settentrionali del Pakistan giunge fino al Myanmar nord-occidentale, passando per l'India settentrionale. Specie stanziale e sedentaria, si incontra dal livello del mare fino a circa 2800 m di altitudine.

## Tassonomia
Ne vengono riconosciute due sottospecie:
- D. m. westermani (Blyth, 1870), diffusa in Pakistan settentrionale (Margalla Hills), India nord-occidentale (Himachal Pradesh) e Nepal occidentale;

- D. m. macei (Vieillot, 1818), presente dal Nepal centrale fino al Myanmar settentrionale e occidentale, a est, e alle regioni orientali dell'India peninsulare (Orissa e Andhra Pradesh nord-orientale), a sud.

La sottospecie D. m. westermani è più grande della forma nominale, ed ha becco, ali e coda più lunghi. Fino a poco tempo fa, inoltre, anche il picchio pettolentigginoso (Dendrocopos analis), con le sue tre sottospecie, era ritenuto una forma di picchio pettofulvo.

## Conservazione
Localmente comune in India e Nepal, e con una popolazione ritenuta stabile in tutto l'areale, il picchio pettofulvo viene classificato come «specie a rischio minimo» (Least Concern) dalla IUCN.